# Artec 3D
Artec 3D ist ein Entwickler und Hersteller von Hard- und Software für das 3D-Scannen.  Die internationale Unternehmensgruppe hat ihren Hauptsitz in Luxemburg, und Niederlassungen in den USA (Santa Clara), Montenegro (Bar) und China (Schanghai). Produkte und Dienstleistungen von Artec 3D werden in verschiedenen Branchen genutzt, darunter Maschinenbau, Gesundheitswesen, Medien und Design sowie Unterhaltung.  2013 startete Artec 3D ein automatisiertes System für Ganzkörperscans, Shapify.me, mit dem 3D-Porträts, sogenannte „Selfies“, erstellt werden können.

## Technologie
3D-Scanner erfassen die Geometrie eines Objekts und erstellen ein dreidimensionales digitales Modell. Artecs 3D-Scanner sind Strukturlicht-Scanner.  sie projizieren Licht in einem bestimmten Muster, meist in Form mehrerer paralleler Strahlen, auf ein Objekt. Wenn sie ein Gittermuster auf ein Objekt projizieren, können die Scanner Verformung und Verzerrung aus mehreren Winkeln erfassen und anschließend den Abstand zu spezifischen Punkten auf dem Objekt mit Triangulation berechnen. Die so erhaltenen dreidimensionalen Koordinaten werden genutzt, um das reale Objekt digital zu rekonstruieren.  Lichtscanner können entweder blaues oder weißes Licht nutzen, wobei Artec-Scanner mit letzterem ausgestattet sind.  Die Wahl des Lichts hat allerdings keinerlei Einfluss auf Abläufe und Konzepte, die der Technologie zugrunde liegen.

## Hardware
Eva
Eva ist ein handgeführter, 2012 erschienener 3D-Farbscanner, der bis zu zwei Millionen Punkte pro Sekunde erfassen und verarbeiten kann. Der Scanner wurde entworfen, um mittlere bis große Objekte zu erfassen. Das Gerät hat einen Scanbereich von 214 × 148 mm bei minimalen Abstand und 536 × 371 mm bei maximalem Abstand, eine 3D-Auflösung von bis zu 0,5 mm sowie eine 3D-Punkt-Genauigkeit von 0,1 mm.  Eva kann bei Entfernungen zwischen 0,4 m und 1 m von dem Objekt arbeiten und erfasst bis zu 16 Frames pro Sekunde. Daten können in den Dateiformaten OBJ, PLY, WRL, STL, AOP, ASCII, PTX, E57 oder XYZRGB exportiert werden. Eva braucht keinerlei Aufwärmzeit und kann nach dem Anschalten umgehend benutzt werden.
Spider
Spider ist ein handgeführter, 2013 erschienener 3D-Farbscanner, der entworfen wurde, um kleinere, komplexe Objekte mit hoher Auflösung und Genauigkeit zu erfassen.  Das Gerät hat eine 3D-Auflösung von ganzen 0,1 mm und eine Punktgenauigkeit von bis zu 0,05 mm. Spider benötigt keinerlei Markierungen oder manuelles Angleichen bei der Nachbearbeitung. Er braucht 30 Minuten Aufwärmzeit, um maximale Genauigkeit zu liefern. Die fertigen Scans können in eine Reihe von Dateiformaten exportiert werden, darunter OBJ und STL.
Space Spider
Space Spider ist ein handgeführter, 2015 erschienener 3D-Farbscanner. Space Spider nutzt eine blaue LED-Lichtquelle  und hat eine 3D-Auflösung von bis zu 0,1 mm sowie eine Genauigkeit von 0,05 mm. Er funktioniert bei Entfernungen zwischen 170 mm und 350 mm von einem Objekt. Das Gerät wurde ursprünglich für den Einsatz auf der Internationalen Raumstation entwickelt und umfasst ein fortgeschrittenes Temperaturkontrollsystem, das Überhitzung verhindern soll – bei Weltraumtechnik ein häufiges Problem. Der Scanner benötigt eine Aufwärmzeit von drei Minuten, um maximale Genauigkeit zu erreichen, und kann diese Präzision auch nach mehreren Stunden durchgehender Nutzung halten.
Ray
Ray ist ein tragbarer 3D-Laserscanner, der entwickelt wurde, um große Objekte und Flächen aus bis zu 110 Metern Entfernung detailgetreu zu erfassen. Ray, der 2018 auf den Markt kam, produziert Scans mit Submillimetergenauigkeit (bis zu 0,7 mm) und minimalem Rauschen, was deutlich verkürzte Nachbearbeitungszeiten ermöglicht. Artec Ray eignet sich für Reverse Engineering und Inspektionsanwendungen sowie für Denkmalpflege im Innen- und Außenbereich. Diese kompakteLIDAR-Lösung (unter 5 kg) ist mobil, wobei er interne Akku dem Benutzer bis zu 4 Stunden Scannen vor Ort ermöglicht. Die Farbgebung erfolgt über zwei voll integrierte 5-Megapixel-Kameras. Die Scans werden direkt in der Software Artec Studio verarbeitet. Studio bietet eine umfassende Palette von Post-Processing-Tools bietet. Scans können auch in Geomagic Design X exportiert werden, um zusätzliche Verarbeitungsmöglichkeiten zu erhalten. Mit der Artec Remote App (WLan) ist es zudem möglich, Ray aus der Ferne über ein iPhone oder iPad zu steuern. Remote ermöglicht es dem Benutzer, Vorschauen zu erstellen, einen oder mehrere Scanbereiche auszuwählen, zu scannen und die Daten direkt auf einer SD-Karte zu speichern, oder die Scaneinstellungen zu ändern und den Akku- und Scannerstatus zu überprüfen.
Shapify Booth
Shapify Booth ist eine automatische, 2014 präsentierte 3D-Ganzkörper-Scanningkabine, die aus vier Artec-Handscannern und einer feststehenden Plattform besteht. Die 3D-Scanner rotieren in 360 Grad um eine Person und erfassen 700 Oberflächen in 12 Sekunden. Die erfassten Daten werden danach in etwa 5 Minuten in ein makelloses, vollfarbiges, 3D-druckbares Modell verwandelt. Shapify Booth kann von Unternehmen weltweit gekauft oder geleast werden.
Broadway 3D
Broadway ist das von Artec unter der Marke Artec ID entwickelte biometrische Gesichtserkennungssystem.  Das Gerät ist mit einem 3D-fähigen visuellen System ausgestattet und unterscheidet komplexe Geometrien auf Millimeterbruchteile genau. Für eine Gesichtserkennung benötigt es weniger als eine Sekunde, für eine Registrierung zwei Sekunden. Broadway 3D funktioniert bei einem Abstand von 0,8 bis 1,6 m und kann bis zu 60 Personen pro Minute erkennen.  Die Technologie wurde am Internationalen Flughafen in Sotschi eingesetzt, um die Sicherheit während der Olympischen Winterspiele 2014 zu erhöhen.
Leo
Leo ist ein ergonomischer, tragbarer 3D-Farbscanner mit automatischer Verarbeitung „an Bord“, der 2018 auf den Markt kam. Leo verfügt über ein Touchscreen-Panel, mit dem Nutzer in Echtzeit zusehen können, wie eine 3D-Nachbildung des gescannten Objekts zum Leben erwacht. Durch Drehen und Zoomen des Modells kann der Nutzer direkt erkennen, ob Bereiche übersehen wurden, so dass ein Objekt in nur einem Scan erfasst werden kann. Leo ist ein professioneller Hochgeschwindigkeitsscanner mit einem Arbeitsabstand von 0,35 – 1,2 m, der für die Erfassung von Kleinteilen bis hin zu großen Bereichen, wie etwa Tatorten und schweren Maschinen, konzipiert wurde. Er hat ein winkliges Sichtfeld von 38,5 × 23° und eine Volumenerfassungszone von 160.000 cm³. Die Geschwindigkeit der Datenerfassung beträgt bis zu 3 Millionen Punkte/Sekunde. Es werden keine Targets benötigt, zudem kann Löwe kann effektiv bei Tageslicht oder völliger Dunkelheit und allem, was dazwischen liegt, arbeiten. Leo ist vollkommen mobil und drahtlos, es sind keine Kabel erforderlich. SSD-Speicherkarten ermöglichen unbegrenzte Aufnahmekapazitäten. Basierend auf der NVIDIA® Jetson™ Plattform, mit TX1 Quad-Core ARM® Cortex-A57 MPCore CPU, NVIDIA Maxwell™ 1 TFLOPS GPU mit 256 NVIDIA® CUDA®; ein eingebautes 9 DoF Inertialsystem, mit Beschleunigungssensor, Gyroskop und Kompass, so dass Leo immer seine physische Position und Umgebung versteht.
Micro
Micro ist ein automatisierter Desktop-3D-Scanner, der für die Erstellung digitaler Reproduktionen sehr kleiner Objekte entwickelt wurde und seit 2019 auf dem Markt ist. Die zwei Farkameras von Micro sind mit seinem Zwei-Achsen-Rotationssystem synchronisiert, um Objekte bis zu einer Größe von 90 mm × 60 mm × 60 mm zu scannen. Durch den Einsatz der Blaulichttechnologie verfügt Micro über eine 3D-Genauigkeit von bis zu 10 Mikrometern und exportiert in gängige Dateiformate wie STL, OBJ und PTX. Zur Vorbereitung des Scannens werden die Objekte einfach auf die Scanplattform von Micro montiert. Dann wählt der Nutzer aus einer Reihe vordefinierter Scanpfade oder legt seine eigenen Pfade fest, und der Scanvorgang kann beginnen. Micro ist eine beliebte Wahl für die Qualitätsprüfung und das Reverse Engineering sehr kleiner Objekte und kann auch für die Zahnmedizin, Schmuckherstellung und vieles mehr verwendet werden.

## Software
Artec Studio
Artec Studio ist eine Software für 3D-Scanning und -Nachbearbeitung. Daten werden aufgezeichnet und aufgeteilt in mehrere „Scans“, welche dann verarbeitet und zu einem 3D-Modell zusammengefügt werden. Studio umfasst einen vollautomatischen, „Autopilot“ genannten Nachbearbeitungsmodus – er führt den Nutzer durch einige Fragen hinsichtlich der Eigenschaften des gescannten Objekts und bietet die Möglichkeit an, während des gesamten Nachbearbeitungsablaufs zu assistieren.  Der Autopilot-Modus fügt automatisch die Scans innerhalb eines übergeordneten Koordinatensystems zusammen, wählt die Algorithmen für die Nachbearbeitung aus, bereinigt erfasste Daten und entfernt Untergrund-Oberflächen.  Nach der Fertigstellung können Scandaten zur weiteren CAD-Verarbeitung direkt in 3D Systems Geomagic Design X und SOLIDWORKS exportiert werden.
Artec ScanApp
Artec ScanApp ist eine Mac OS X-Anwendung (mit Unterstützung für El Capitan & Yosemite), um mit einem Artec Eva 3D-Scanner zu scannen. Mit ScanApp gesammelte Daten können innerhalb der Software verarbeitet oder zur weiteren Bearbeitung mit Artec Studio in einen Windows-PC exportiert werden.
Artec Scanning SDK
Artec Scanning SDK ist ein Software-Entwicklungsbaukasten (SDK), mit dem Einzelnutzer oder Unternehmen bestehende Software verändern oder neue entwickeln können, um mit Artecs Handscannern zu arbeiten.

## Branchen und Anwendungen
Handgeführte Scanner und Software von Artec 3D werden in verschiedenen Branchen genutzt. Beispiele für branchenspezifische Anwendungen sind:
Maschinenbau und Fertigung – Anfertigung digitaler 3D-Modelle von:
- Wasserleitungen durch den britischen Trinkwasserversorger Thames Water, um den Zustand der Leitungen zu ermitteln und Wartungsarbeiten zu planen.[44][45]
- Automobilböden zur Entwicklung angepasster Fußmatten durch Nika Holding, einem Unternehmen, das angepasstes Autozubehör herstellt.[5]

Gesundheitswesen – Erstellung von:
- Schutzhelmen für Säuglinge mit Plagiozephalie durch The London Orthotic Consultancy;[46]
- Angepassten Prothesen und Orthosen;[47]
- Prä- und postoperativen Gesichtsmasken für Patienten, die sich ästhetischen, plastischen und rekonstruktiven Operationen unterziehen.[48]

Wissenschaft und Bildung – Unterstützung weltweiter Forschung und digitale Erhaltung:
- Fossiler Überreste 1,8 Millionen Jahre alter Krokodile, Elefanten und Riesenschildkröten am Turkana-Becken in Nordkenia durch das Turkana Basin Institute und Louise Leakey;[49]
- Von 55 Modellen bedrohter und ausgestorbener Vögel, darunter der Kaiseradler, der Seeadler und der Raufußkauz, in Zusammenarbeit mit dem 3D-Marktplatz Threeding;[50]
- Von 500 Kulturstätten (darunter der Stufenbrunne Rani ki vav in Indien und das Washington Monument) sowie der assyrischen Reliefsammlung des British Museum, in Zusammenarbeit mit der internationalen wohltätigen Organisation CyArk;[51]
- Von Sammlungen historischer und religiöser Artefakten aus dem Historischen Museum von Stara Zagora, den Regionalhistorischen Museen von Varna und Pernik sowie dem Nationalmuseum für Militärgeschichte (Bulgarien) in Zusammenarbeit mit Threeding;[52][53]
- Fossiler Skelette der Spezies Homo Naledi in der Dinaledi-Kammer der Rising-Star-Höhlen nahe Johannesburg, Südafrika, in Zusammenarbeit mit der University of the Witwatersrand;[54]
- Von Schädeln von Kühen, Hirschen, Füchsen, Luchsen und Menschen zur Erstellung eines interaktiven Schädelmuseums am Visualization Lab der St. Cloud University in Minnesota, damit Studenten und Mitarbeiter Objekte untersuchen können, die zu empfindlich sind, um sie in die Hand zu nehmen;[55]
- Von historischen Artefakten durch Schüler des elften und zwölften Schuljahres am Mid-Pacific Institute als Teil von Jahresarbeiten im Fach Museum Studies.[56]

Kunst und Design – digitale Erfassung:
- Des US-Präsidenten Barack Obama zur Erstellung der ersten 3D-gedruckten Präsidentenbüste;[57]
- Eines modellierten Dinosaurierkopfes für den Film Jurassic World, so dass er für den Film in der Größe angepasst werden konnte;[58]
- Des Kopfes von Stephen Colbert, der für eine Reklame von Wonderful Pistachio (gesendet während des Super Bowl 2016) geklont worden war;[59]
- Des TV-Moderators Larry King, des ehemaligen Geschäftsführers von Marvel Comics, Stan Lee, sowie der amerikanischen Sängerin, Liedermacherin und Schauspielerin Christina Milian für die Anfertigung von Miniaturfiguren durch CoKreeate.[60]